# Mór vár
A Mór vár Gibraltár egyik legfeltűnőbb építménye, ami szinte az egész földnyelv területéről jól látható, különösen az épebb állapotban megmaradt Hódolat torony és a Kapuőrség épülete. Bár gyakran hasonlítják a spanyolországi várakhoz (alcázar), a Mór várat a marínidák építették, emiatt különlegesnek számít az Ibériai-félszigeten. 2010-ig a várban működött az Egyesült Királyság Büntetés-végrehajtási Szolgálata. A vár a gibraltári ötfontos bankjegy hátoldalán szerepel.

## Története
A mórok mintegy 700 éven át uralták Gibraltárt, az első várat a krónikák szerint a 8. században építették. 1068-ban Algeciras arab kormányzója elrendelte egy erőd építését a gibraltári földnyelven a szoroson túli események figyelemmel követéséhez, elképzelhető, hogy a mai vár alapjait ekkor tették le. A vár a mai formáját a 14. században nyerte el.

## Fordítás
- Ez a szócikk részben vagy egészben  a   Moorish Castle című angol Wikipédia-szócikk fordításán alapul.  Az eredeti cikk szerkesztőit annak laptörténete sorolja fel. Ez a jelzés csupán a megfogalmazás eredetét és a szerzői jogokat jelzi, nem szolgál a cikkben szereplő információk forrásmegjelöléseként.